# Drepanosticta antilope
Drepanosticta antilope är en trollsländeart som beskrevs av Günther Theischinger och Richards 2005. Drepanosticta antilope ingår i släktet Drepanosticta och familjen Platystictidae. Inga underarter finns listade i Catalogue of Life.